# Proflight Commuter Services
Proflight Commuter Services es una  aerolínea con base en Lusaka, Zambia. La compañía fue oficialmente transformada en Proflight Zambia en 2010.

## Historia
Empresa fundada por Tony Irwin, antiguo piloto de Zambia Airways, que desde la década de 1990 estuvo especializado en la oferta de vuelos Chárter en Zambia.

## Destinos
- Proflight Commuter Services es la compañía aérea con más aparatos de Zambia. Esto le permite liderar el segmento de los vuelos regionales en este país, con los siguientes destinos en líneas regulares
  - Chipata (aeropuerto de Chipata)
  - Livingstone (Aeropuerto Livingstone)
  - Lusaka (Aeropuerto Internacional de Lusaka)
  - Mfuwe (Aeropuerto de Mfuwe)
  - Ndola (Aeropuerto de Ndola)
  - Solwezi (Aeropuerto de Solwezi)

Ofrece además la posibilidad de contratar vuelos chárter.

## Flota
La compañía Proflight Commuter Services incluye en su flota las siguientes aeronaves  (datos del 28 de septiembre de 2008):
- 1 Beechcraft Baron
- 4 Britten-Norman Islander
- 2 Cessna 208
- 2 Jetstream 32
- 1 Piper Chieftain